# كحول دهني

مثال على كحول دهني

الكحولات الدهنية هي كحولات ذات سلسلة كربونية طويلة، بالتالي هي ذات وزن جزيئي مرتفع. يتراوح طول السلسلة الكربونية من 4–6 ذرات كربون، ويصل إلى حوالي 22–26؛ وهي تستحصل من الدهون والزيوت الطبيعية، حيث يختلف طول السلسلة حسب المصدر.
تؤدي عملية الحلمهة للإسترات المكونة للشموع والدهون الطبيعية إلى الحصول على الكحول الدهني الموافق. وتتم العملية على ثلاثيات الغليسريد حبق تتم عملية أسترة تبادلية للحصول على الإسترات الميثيلية ومنها بعملية هدرجة للحصول على الكحول الدهني الموافق.
يمكن أن تستحصل الكحولات الدهنية من مصادر نفطية.

## طالع ايضاً
- ثلاثي الغليسريد